# ペロッテチネン
ペロッテチネン（perrottetinene）は、天然に存在するカンナビノイド化合物である。日本、ニュージーランド、コスタリカに自生するケビラゴケ属の苔類、すなわちオオケビラゴケ（Radula perrottetii）、Radula marginata、Radula laxirameaに、数多くの類似化合物と共に含まれている。ペロッテチネンの化学構造は、マリファナの主要活性成分であるTHCと非常に似ているが、縮環様式はtransではなくcisである。ペロッテチネンの絶対配置は2008年にエナンチオ選択的全合成によって証明された。2018年、ペロッテチネンがカンナビノイド受容体1型の活性化を通じて中程度の向精神活性を示すことが研究で示された。同じ研究では、ペロッテチネン投与後にマウスにおいて脳内のプロスタグランジンD2とプロスタグランジンE2の濃度が減少することも報告された。